# Algeriet vid världsmästerskapen i simsport 2022
Algeriet tävlade vid världsmästerskapen i simsport 2022 i Budapest i Ungern mellan den 17 juni och 3 juli 2022. Algeriet hade en trupp på två idrottare.

## Simning
| Idrottare        | Gren                        | Heat  | Heat      | Semifinal        | Semifinal        | Final            | Final            |
| Idrottare        | Gren                        | Tid   | Placering | Tid              | Placering        | Tid              | Placering        |
| ---------------- | --------------------------- | ----- | --------- | ---------------- | ---------------- | ---------------- | ---------------- |
| Amel Melih       | Damernas 50 meter frisim    | 26,07 | 28        | Gick inte vidare | Gick inte vidare | Gick inte vidare | Gick inte vidare |
| Amel Melih       | Damernas 50 meter fjärilsim | 27,59 | 37        | Gick inte vidare | Gick inte vidare | Gick inte vidare | Gick inte vidare |
| Oussama Sahnoune | Herrarnas 50 meter frisim   | 22,56 | 33        | Gick inte vidare | Gick inte vidare | Gick inte vidare | Gick inte vidare |